# Mantua (Virginia)
Mantua è un census-designated place (CDP) direttamente soggetta all'amministrazione  della Contea di Fairfax dello stato della Virginia.